# Hedeby
Hedeby (také Haithabu) byla vikinská osada. Nacházelo se na jihovýchodním pobřeží Jutského poloostrova v zálivu Schlei (Šlei).
Vzniklo kolem roku 750, tj. přibližně ve stejné době jako Birka, a během 9. století a především 10. století se rozvinulo v nejdůležitější severoevropské centrum obchodu. V roce 948 se Hedeby stalo sídlem biskupa. Hedeby bylo několikrát dobyto a vypleněno, takže koncem 10. století už ztrácelo na významu. Po opětovném zničení v roce 1066 jižněji sídlícími Slovany již pravděpodobně nebylo obnoveno.

## Název Hedeby
Osada měla nejrůznější názvy. V moderní době se přepisují nejčastěji jako Hedeby nebo Heddeby, ale doložené jsou i Heiðabýr (s přepisem Heithabyr), latinská forma Heidiba, německý přepis Haithabu nebo Haddeby. Název znamenal v překladu osada zdraví. Další a pravděpodobnější teorii je překlad původního aet Haepum - Na vřesovištích.
Druhým názvem osady byl Sliesthorp nebo Sliaswich v saských a franských textech.

## Život v Hedeby
Život v Hedeby byl krátký a těžký. Malé domy byly rozmístěny v pravoúhlém uspořádání, západo-východní cesty vedly do přístavu. Lidé se obvykle nedožívali vyššího věku než 30-40 let. Archeologický výzkum ukázal, že ve vyšším věku velmi často trpěli těžkými chorobami, např. tuberkulózou. Také vztahy mezi jednotlivými lidmi a mezi muži a ženami jsou z dnešního hlediska pozoruhodné.

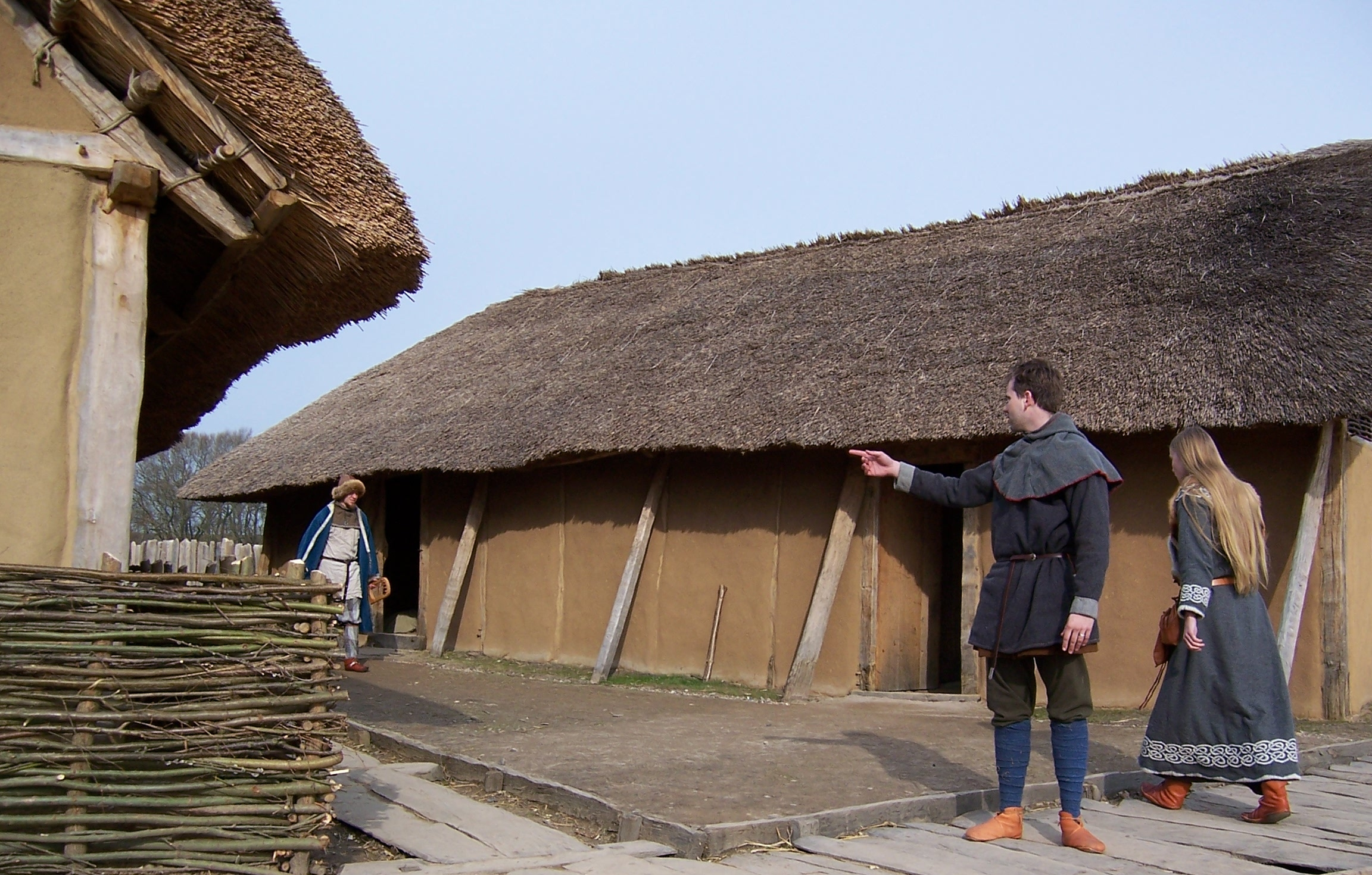
Zrekonstruované domy ve Vikinském muzeu Hedeby

Arabský cestovatel Ibráhím ibn Jakúb al-Isráilí al-Tartúší na konci 10. století ve svých cestopisech zachoval pestrý a často citovaný popis života v Hedeby. Al-Tartúší pocházel z Cordóby ve Španělsku, která v tu dobu byla mnohem bohatší. Hedeby tak na Al-Tartúšího nezanechalo velký dojem:
| „ | Slesvig je velmi velké město na samotném konci světového oceánu... Obyvatelé uctívají Siria, s výjimkou malé menšiny křesťanů, kteří tu mají svůj vlastní kostel... Ten, kdo obětuje zvířecí oběť, umístí do brány do svého dvora tyče a pověsí zvíře na ně, ať už je to kus dobytka, berana, kozla nebo prasete, takže sousedé vidí, že obětuje ke slávě svého boha. Město je chudé svým zbožím a bohatstvím. Lidé jedí především ryby, kterých je nadbytek. Děti jsou často topené v oceánu kvůli chudobě. Právo rozvádět se náleží ženám... Umělé malování očí je další zvláštností; když ho používají, jejich krása se neztrácí, ba je posílena u mužů i žen. Navíc: Nikdy jsem neslyšel falešnější zpěv než od těchto lidí, z jejich hrdel vychází hřmot podobný štěkání psů nebo ještě zrůdnější. | “ |

## Archeologické průzkumy
Po opuštění osady v 11. století přispěla stoupající mořská hladina k úplnému zahlazení všech stop po její existenci. Byla dokonce zapomenuta přesná poloha osady, což přispělo k uchování archeologických památek.

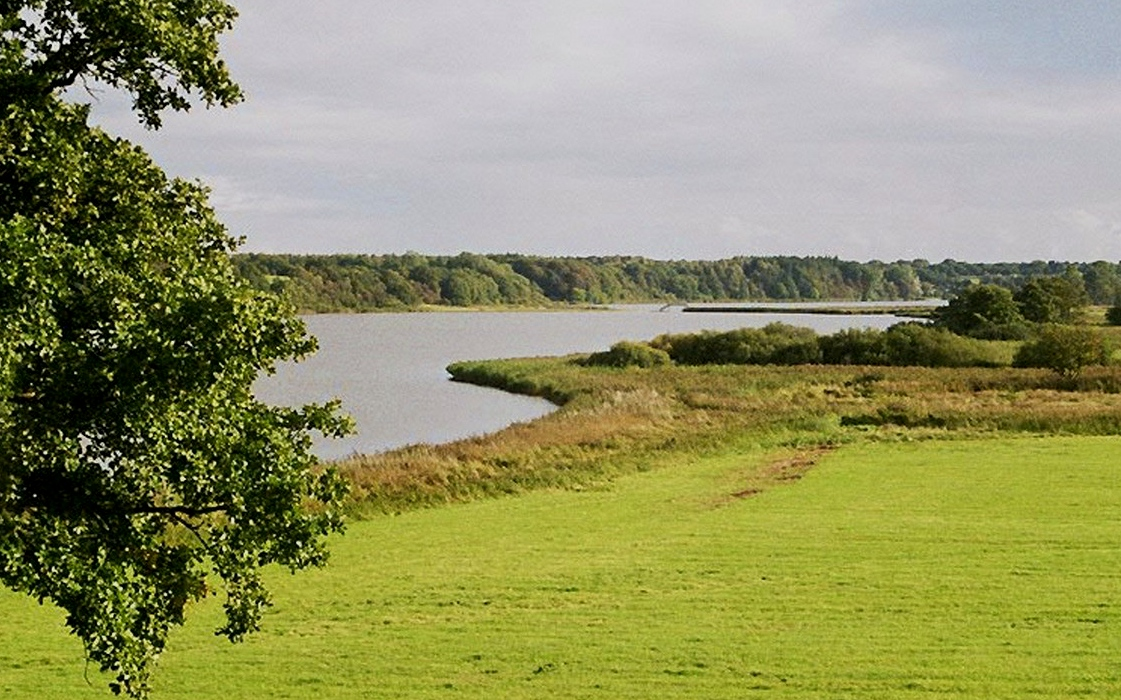
Současná podoba kraje, kde se dříve nacházelo Hedeby

V roce 1900, po znovuobjevení místa, kde se Hedeby nalézalo, začaly probíhat archeologické výzkumy. Odkrývání památek trvalo dalších 15 let a znovu se opakovalo v letech 1930 a 1939. Výsledky výzkumů byly ohromující proto, že na místě po osm století od zániku osady nikdy neprobíhala žádná výstavba a navíc podmáčený terén umožnil zachování památek ze dřeva a dalších materiálů snadno podléhajících zkáze. Nejnovější etapa výzkumů probíhá nepřetržitě od roku 1959. Bylo odkryto opevnění osady, částečně přístav a v něm zachovaná vikinská loď. Přesto byla dosud důkladně prozkoumána jen asi dvacetina osady a minimální zlomek přístavu.
Nálezy jsou uchovávány v přilehlém Vikinském muzeu Hedeby. V roce 2005 odstartoval ambiciózní program rekonstrukce osady. Na základě vědeckých poznatků byly na místě postaveny kopie několika původních vikinských domů. V roce 2018 bylo Hedeby společně s Danevirke zapsáno na seznam světového kulturního dědictví UNESCO.